# 赫拉德·德克雷夫
赫拉德·德克雷夫（荷蘭語：Gerard de Kruijff，1890年1月27日—1968年10月16日），荷兰男子马术运动员。他曾代表荷兰参加1924年和1928年夏季奥林匹克运动会马术比赛，获得二枚金牌和一枚银牌。